# 海城乡 (平果市)
海城乡，是中华人民共和国广西壮族自治区百色市平果市下辖的一个乡镇级行政单位。

## 行政区划
海城乡下辖以下地区：
那海村、贵良村、荣方村、石赵村、伏山村、百谭村、高乐村、行吉村、新民村、定提村、拥良村、拥齐村、万康村、六作村、雄烈村和雄兴村。